# Daimler L8
Die Daimler L8 war ein zweisitziger Doppeldecker der Daimler-Motoren-Gesellschaft aus dem Jahr 1918, der für Aufklärungsaufgaben konzipiert wurde.

## Geschichte
Die Daimler L8 wurde Ende 1917 bei der Daimler-Motoren-Gesellschaft als zweisitziger Versuchsträger für den DMG-V8-Motor Daimler D.IIIb von Karl Schopper entwickelt und der Inspektion der Fliegertruppe (IdFlieg) als CL-Flugzeug für Beobachter- und Jägerbegleitaufgaben vorgeschlagen. Da die IdFlieg den Nutzen eines geringen Gewichts und einer kompakter Bauform der neuen V8-Motoren in erster Linie bei D-Jägern sah, bestand seitens der IdFlieg geringes Interesse an einer CL-Variante mit V8-Motor.
Das Flugzeug wurde 1919 zu Vergleichsflügen mit dem parallel entwickelten Parasol-Beobachtungsflugzeug Daimler L14 herangezogen, dessen Flügel bei geringfügig größerer Spannweite als Eindecker eine annähernd identische Flügelfläche besaß. Im Sommer 1919 bot Daimler die Daimler L8 gemeinsam mit anderen Flugzeugen der chilenischen Regierung als Postflugzeug an. Ein Kauf kam nicht zustande. Die Daimler L8 blieb ein Einzelstück und wurde 1919 entsprechend der alliierten Auflagen zerstört.

## Technische Daten
| Kenngröße             | Daten                                  |
| --------------------- | -------------------------------------- |
| Besatzung             | 2                                      |
| Rumpflänge            | 7,45 m                                 |
| Rumpfhöhe             | 2,95 m                                 |
| Spannweite            | 11,82 m                                |
| Flügelfläche          | 31,50 m²                               |
| Höchstgeschwindigkeit | 150 km/h                               |
| Reichweite            | 600 km                                 |
| Leermasse             | 820 kg                                 |
| Startmasse            | 1230 kg                                |
| Triebwerk             | ein Daimler D IIIb mit 185 PS (138 kW) |